# Daniel de Superville (1700-1762)
Pour les articles homonymes, voir Daniel de Superville.
Daniel de Superville le Fils (Rotterdam, 11 juillet 1700 - Rotterdam, 24 mai 1762) est un pasteur et prédicateur néerlandais.

## Biographie
Fils du théologien calviniste d'origine française Daniel de Superville (1657-1728) et de Catharina van Armeyde (1663-1719), il devint, après des études à Leyde,  pasteur assistant auprès de son père à Rotterdam et, en 1725, lorsque celui-ci prit sa retraite, lui succéda dans sa charge.
Il était fort populaire dans sa communauté et considéré comme un excellent prédicateur. En 1731, il fut invité à venir prêcher à Amsterdam, mais refusa.
À cause de sa santé précaire et sur le conseil de Boerhaave, il passa deux années aux eaux de Spa. Il ne fonda pas de famille.
Avec Justus van Effen, Willem Jacob ’s Gravesande, Élias de Joncourt et d'autres, il participa à l'édition du Journal littéraire de la Haye (1713-1737).

## Œuvres
- Traduction de l'English History de Burnet
- Traduction de l'Improvement of the Mind d'Isaac Watts sous le titre de La Culture de l'esprit (Amsterdam, 1762)
- Sermons sur divers textes de l’Écriture Sainte (Amsterdam, 1754)